# Felix Grucci

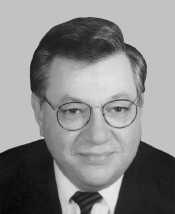
Felix Grucci (2001)

Felix J. Grucci junior (* 25. November 1951 in Brookhaven, New York) ist ein US-amerikanischer Politiker. Zwischen 2001 und 2003 vertrat er den Bundesstaat New York im US-Repräsentantenhaus.

## Werdegang
Felix J. Grucci junior graduierte 1970 an der Bellport High School auf Long Island. Danach arbeitete er in der Leitung der familieneigenen Feuerwehr, Fireworks by Grucci. Politisch gehört er der Republikanischen Partei an. Er war zwischen 1993 und 1995 Mitglied im Stadtrat (town council) von Brookhaven und zwischen 1996 und 2000 als Town Supervisor in Brookhaven tätig. Bei den Kongresswahlen des Jahres 2000 wurde Grucci im ersten Wahlbezirk von New York in das US-Repräsentantenhaus in Washington, D.C. gewählt, wo er am 4. Januar 2001 die Nachfolge von Michael Forbes antrat. Da er im Jahr 2002 bei seiner erneuten Kandidatur eine Niederlage erlitt, schied er nach dem 3. Januar 2003 aus dem Kongress aus. Danach nahm er wieder seine Tätigkeit in seinem Familienunternehmen auf. Mit seiner Ehefrau Madeleine hat er zwei gemeinsame Kinder, Danielle und Felix III.